# Sinas
Sinas is in Nederland (Gele Limonade of Orangeade in België) de benaming voor de doorgaans gele of oranje, meestal koolzuurhoudende frisdrank met sinaasappelsmaak. Zoals de meeste frisdranken bevat sinas veel suiker of in de light-versie kunstmatige zoetstoffen. Het gehalte aan sinaasappelsap bedraagt ten minste 4%. Bekende merken zijn Fanta (van de Coca-Cola Company) en Sisi (Vrumona); Orangina onderscheidt zich doordat er werkelijk vruchtvlees in zit.